# Casa parroquial (Cerdanyola del Vallès)
La Casa parroquial és un edifici de Cerdanyola del Vallès (Vallès Occidental) inclòs a l'Inventari del Patrimoni Arquitectònic de Catalunya.

## Descripció
Es tracta d'un edifici destinat al servei d'habitatge parroquial. Presenta uns elements ornamentals i constructius típics de la última etapa del modernisme on es barregen formes geomètriques senzilles tals com arcs apuntats formats amb maons volats junt amb altres elements geomètrics corbats. Destaca en una de les cantonades un element en forma de torre en un dels vèrtexs en el qual se situa la porta d'entrada, coberta per contraforts motllurats i una galeria formada per una teulada sustentada per tornapuntes. La planta de l'edifici és rectangular amb teulada a quatre aigües.